# Cheliomyrmex megalonyx
Cheliomyrmex megalonyx är en myrart som beskrevs av Wheeler 1921. Cheliomyrmex megalonyx ingår i släktet Cheliomyrmex och familjen myror. Inga underarter finns listade i Catalogue of Life.

## Bildgalleri

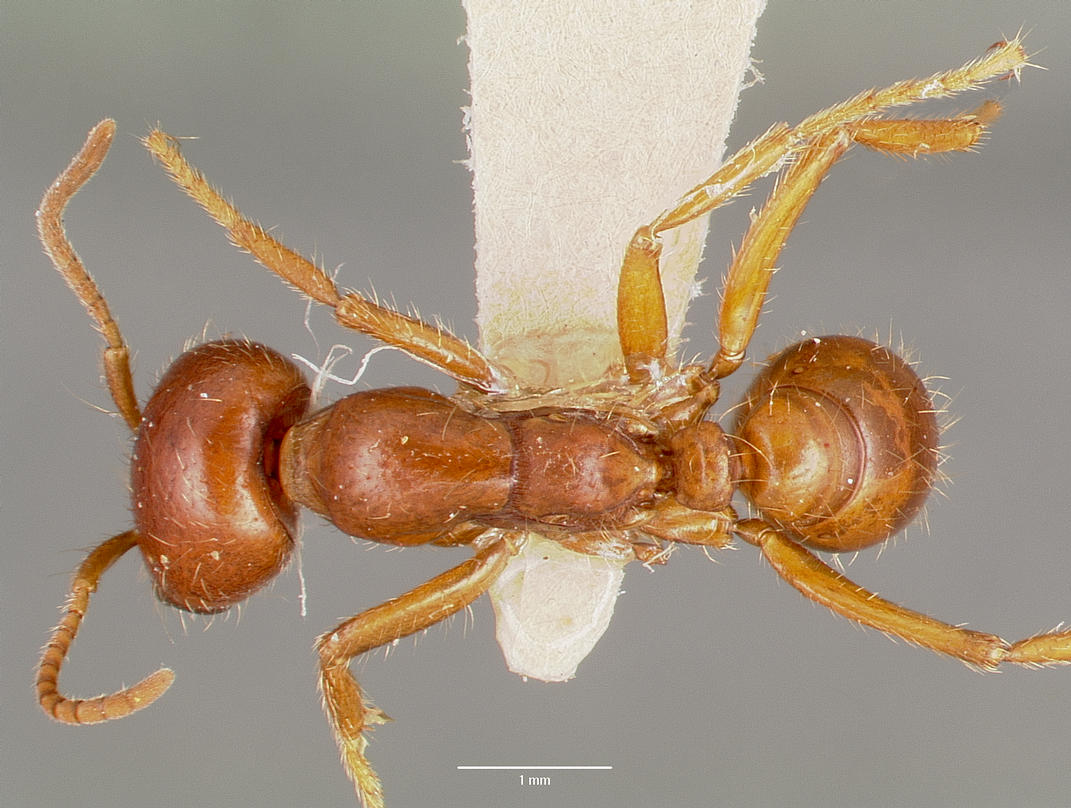
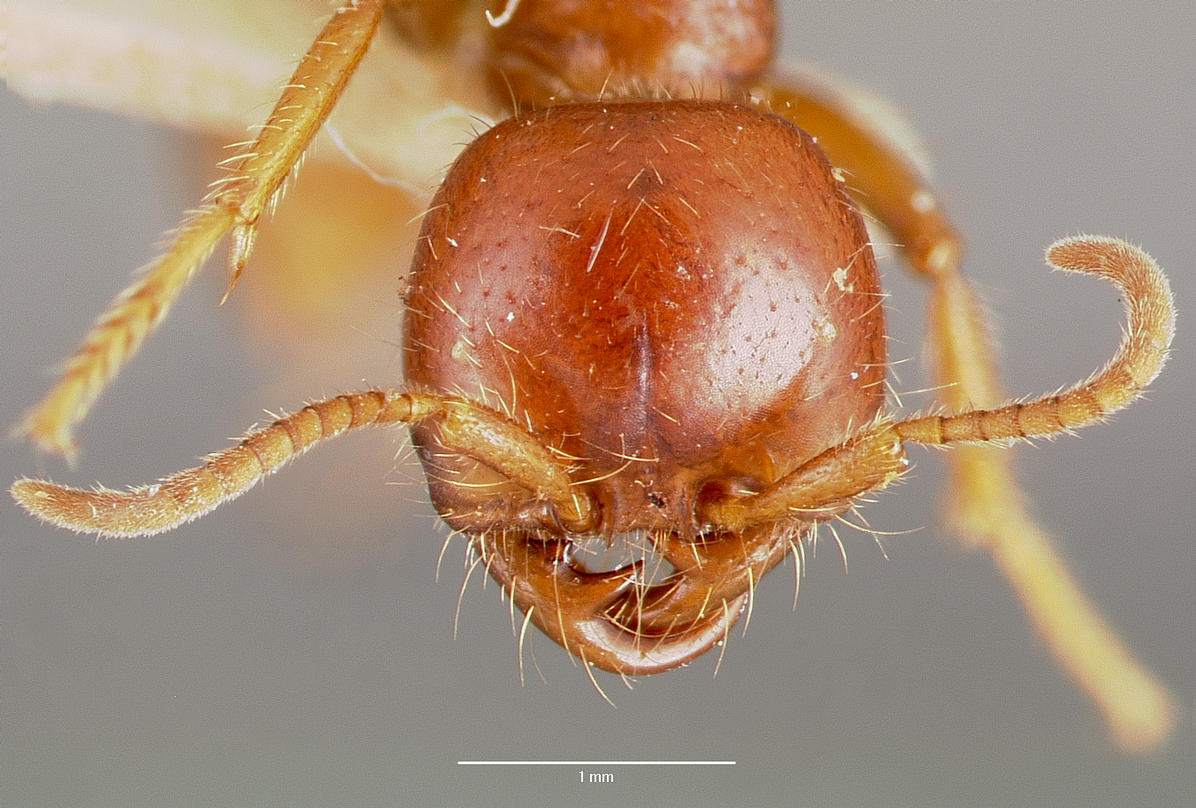
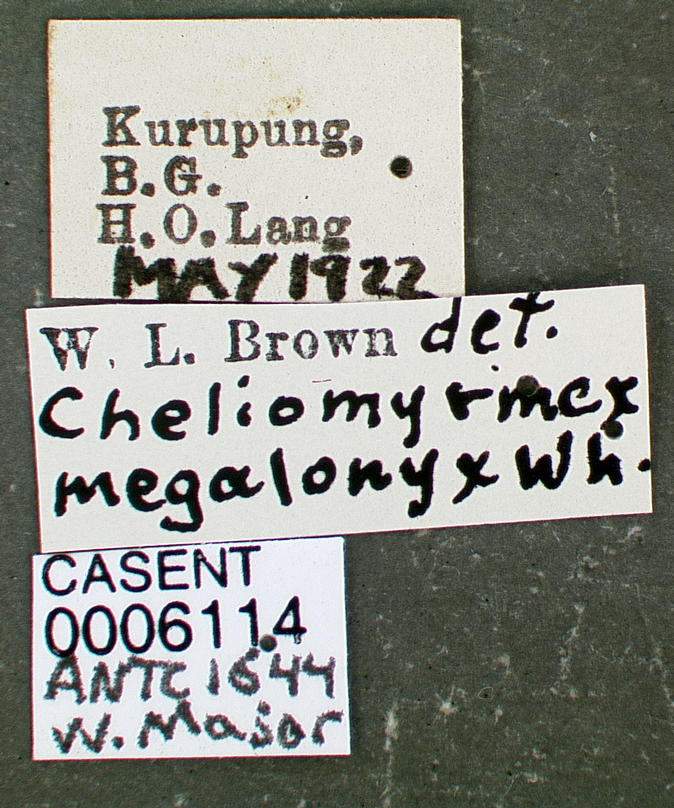
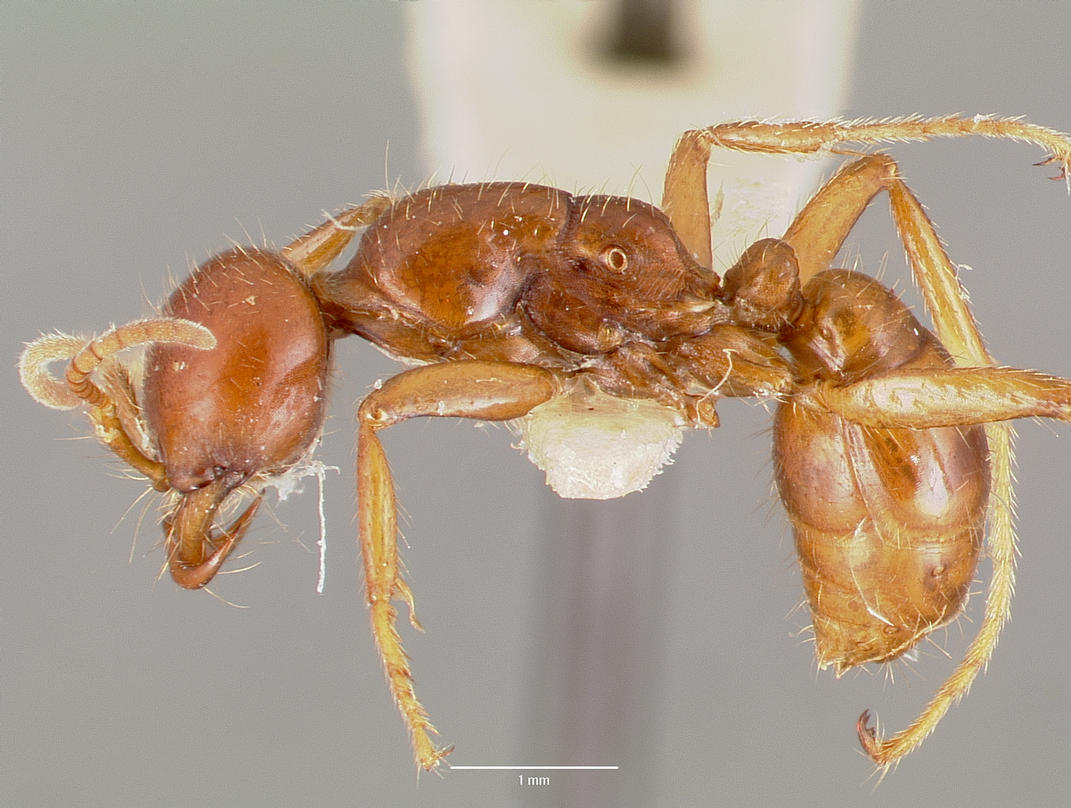
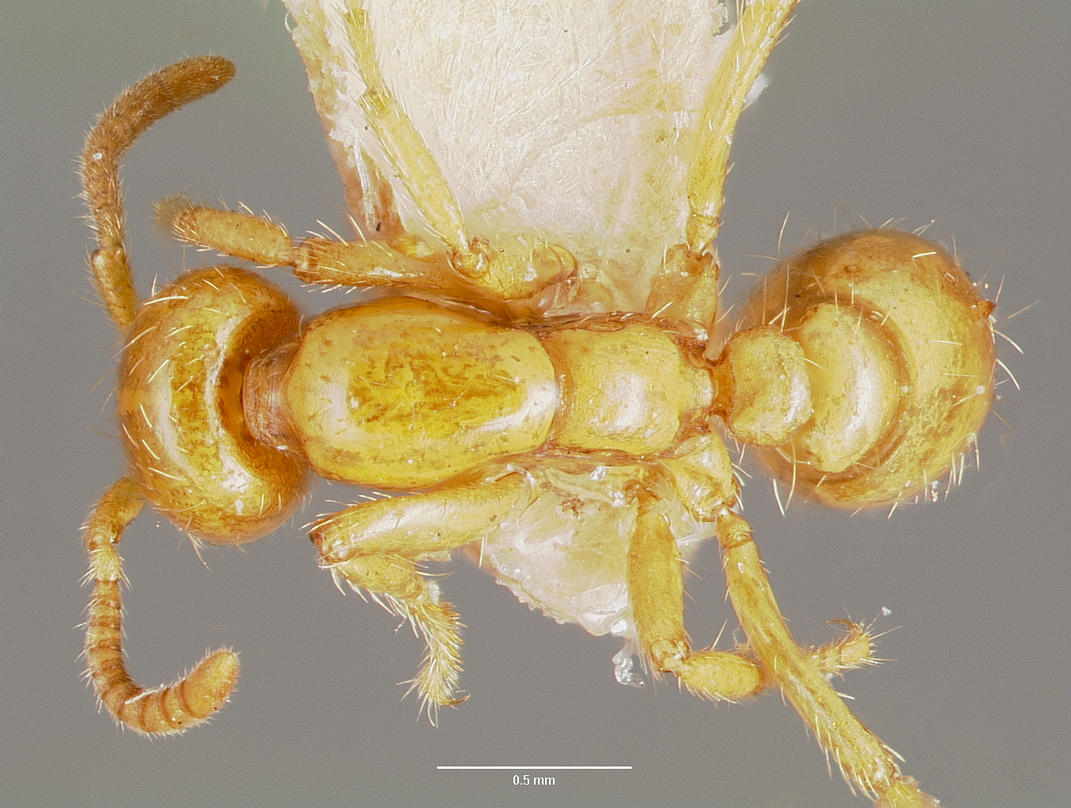
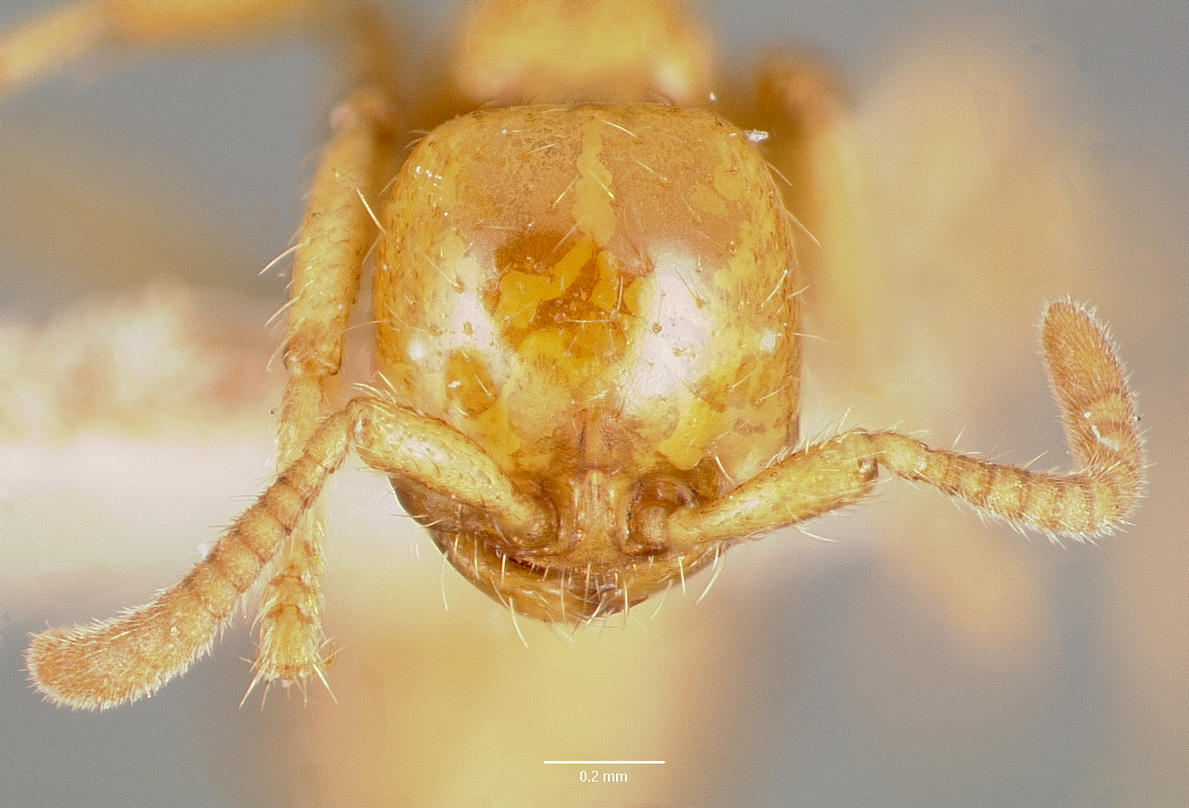